# Teatre Modern (el Prat de Llobregat)
El Teatre Modern, abans Cine Moderno, és una construcció noucentista del 1930 al Prat de Llobregat. Està inclòs en l'Inventari del Patrimoni Arquitectònic de Catalunya.

## Descripció
L'edificació és de dues plantes amb un aire monumentalista que si bé té una part petita a la dreta de la façana ocupada per alguns comerços i habitatges, gairebé tot és dedicat a la projecció cinematogràfica. A la façana i marcant la verticalitat del conjunt, quatre mitges pilastres acanalades d'ascendència clàssica delimiten l'espai per a les cartelleres i per una finestra rectangular damunt de cadascuna d'elles. L'entrada és en forma d'arc de mig punt gegantí tallat pel rètol que separa la porta de la part superior convertida en balcó. Tant les finestres com els balcons dels extrems estan emmarcats d'estuc amb ornamentacions neobarroques. El terrat en les seves dues façanes té balustre de pedra artificial amb boles, florons i ornamentació neobarroca.

## Història
L'edifici era propietat de la família Vallhonrat dedicada a l'ofici d'esparter. El 1906, van demanar permís a l'Ajuntament per fer-hi un saló de ball anomenat Sala Moderna. La reforma no es va fer fins que el 1929 Amàlia Vallhonrat i Comas va encarregar un projecte per a cinema a l'arquitecte municipal Emilio Gutiérrez Díaz.
Després de la Guerra Civil, el local fou requisat pel règim franquista, ja que el propietari Pau Vallhonrat i Vallhonrat havia estat alcalde per Esquerra Republicana de Catalunya. Va ser utilitzat provisionalment com a església fins que el 1948 es va construir la nova en substitució de la destruïda el 1936. Va tornar a funcionar com a cinema fins que va tancar el 1985.
Des del 1991 és de propietat municipal i ha estat utilitzat com a teatre i per actes oficials del Consistori, entre d'altres els Plens Municipals.